# Пракул-Лимез-Вермонгој (Тренто)
Пракул-Лимез-Вермонгој је насеље у Италији у округу Тренто, региону Трентино-Јужни Тирол.
Према процени из 2011. у насељу је живело 5 становника. Насеље се налази на надморској висини од 1865 м.